# Volta a Cataluña 2010
La 90.ª edición de la Volta a Cataluña, que se disputó en el 2010 entre el 22 y el 28 de marzo, estuvo dividida en siete etapas por un total de 1042,7 km.
La prueba se integró en el UCI ProTour de ese año y cambió sus fechas de los últimos años, no disputándose en mayo para no coincidir con el Giro de Italia.
El ganador de la general final fue Joaquim Rodríguez (quien además se hizo con la clasificación de los catalanes). Le acompañaron en el podio Xavier Tondo (vencedor de una etapa) y Rein Taaramäe, respectivamente.
En las otras clasificaciones secundarias se impusieron David Gutiérrez Gutiérrez (montaña), Jonathan Castroviejo (sprints) y Katusha (equipos).

## Equipos participantes
Tomaron parte en la carrera 22 equipos: los 18 de categoría UCI ProTour (al tener obligada su participación); más 4 de categoría Profesional Continental mediante invitación de la organización (Xacobeo Galicia, Andalucía-CajaSur, Cervélo Test Team y Cofidis, le Crédit en Ligne). Formando así un pelotón de 173 ciclistas, con 8 cada corredores cada equipo (excepto el Lampre-Farnese Vini que salió con 7 y el Sky que salió con 6), de los que acabaron 156. Los equipos participantes fueron:
| Equipo                        | Cód. UCI | Categoría               | Jefe de filas                                             |
| ----------------------------- | -------- | ----------------------- | --------------------------------------------------------- |
| Ag2r-La Mondiale              | ALM      | UCI ProTour             | Tadej Valjavec                                            |
| Astana                        | AST      | UCI ProTour]            | Óscar Pereiro                                             |
| Caisse d'Epargne              | GCE      | UCI ProTour             | Luis León Sánchez                                         |
| Euskaltel-Euskadi             | EUS      | UCI ProTour             | Igor Antón                                                |
| Footon-Servetto               | FOT      | UCI ProTour             | José Alberto Benítez Eros Capecchi Manuel Antonio Cardoso |
| FDJ                           | FDJ      | UCI ProTour             | Sandy Casar                                               |
| Garmin-Transitions            | GRM      | UCI ProTour             | Christian Vande Velde                                     |
| Lampre-Farnese Vini           | LAM      | UCI ProTour             | Angelo Furlan                                             |
| Liquigas-Doimo                | LIQ      | UCI ProTour             | Ivan Basso Roman Kreuziger                                |
| Omega Pharma-Lotto            | OLO      | UCI ProTour             | Mario Aerts Jurgen Van Goolen                             |
| Quick Step                    | QST      | UCI ProTour             | Dario Cataldo                                             |
| Rabobank                      | RAB      | UCI ProTour             | Mauricio Ardila                                           |
| Sky Professional Cycling Team | SKY      | UCI ProTour             | John-Lee Augustyn Dario Cioni                             |
| Team HTC-Columbia             | THR      | UCI ProTour             | Tony Martin                                               |
| Team Katusha                  | KAT      | UCI ProTour             | Joaquim Rodríguez                                         |
| Team Milram                   | MRM      | UCI ProTour             | Robert Förster                                            |
| Team RadioShack               | RSH      | UCI ProTour             | Andreas Klöden Levi Leipheimer                            |
| Team Saxo Bank                | SAX      | UCI ProTour             | Andy Schleck                                              |
| Andalucía-Cajasur             | ACA      | Profesional Continental | José Ángel Gómez Marchante                                |
| Cervélo Test Team             | CTT      | Profesional Continental | Carlos Sastre                                             |
| Cofidis, le Crédit en Ligne   | COF      | Profesional Continental | Rein Taaramäe                                             |
| Xacobeo Galicia               | XAC      | Profesional Continental | Ezequiel Mosquera                                         |

## Etapas

### Etapa 1.Lloret de Mar-Lloret de Mar. 22 de marzo de 2010. 3,6 km (CRI)
|   | Ciclista        | Equipo             | Tiempo |
| - | --------------- | ------------------ | ------ |
| 1 | Paul Voss       | Milram             | 4' 57" |
| 2 | Levi Leipheimer | RadioShack         | + 1"   |
| 3 | Andreas Klöden  | RadioShack         | + 2"   |
| 4 | Dominik Nerz    | Milram             | + 4"   |
| 5 | Jan Bakelants   | Omega Pharma-Lotto | m.t.   |

|   | Ciclista        | Equipo             | Tiempo |
| - | --------------- | ------------------ | ------ |
| 1 | Paul Voss       | Milram             | 4' 57" |
| 2 | Levi Leipheimer | RadioShack         | + 1"   |
| 3 | Andreas Klöden  | RadioShack         | + 2"   |
| 4 | Dominik Nerz    | Milram             | + 4"   |
| 5 | Jan Bakelants   | Omega Pharma-Lotto | m.t.   |

### Etapa 2.Salt-Bañolas. 23 de marzo de 2010. 182,6 km
|   | Ciclista        | Equipo                      | Tiempo     |
| - | --------------- | --------------------------- | ---------- |
| 1 | Mark Cavendish  | HTC-Columbia                | 4h 15' 46" |
| 2 | Juan José Haedo | Saxo Bank                   | m.t.       |
| 3 | Aitor Galdós    | Euskaltel-Euskadi           | m.t.       |
| 4 | Samuel Dumoulin | Cofidis, le Crédit en Ligne | m.t.       |
| 5 | Michel Kreder   | Garmin-Transitions          | m.t.       |

|   | Ciclista        | Equipo             | Tiempo     |
| - | --------------- | ------------------ | ---------- |
| 1 | Paul Voss       | Milram             | 4h 20' 43" |
| 2 | Levi Leipheimer | RadioShack         | + 1"       |
| 3 | Andreas Klöden  | RadioShack         | + 2"       |
| 4 | Dominik Nerz    | Milram             | + 4"       |
| 5 | Jan Bakelants   | Omega Pharma-Lotto | m.t.       |

### Etapa 3.La Vall d'En Bas-Seo de Urgel. 24 de marzo de 2010. 185,9 km
|   | Ciclista          | Equipo             | Tiempo     |
| - | ----------------- | ------------------ | ---------- |
| 1 | Xavier Tondo      | Cervélo            | 4h 43' 23" |
| 2 | Joaquim Rodríguez | Katusha            | m.t.       |
| 3 | Luis León Sánchez | Caisse d'Epargne   | + 48"      |
| 4 | Sandy Casar       | Française des Jeux | + 1' 20"   |
| 5 | Michel Kreder     | Garmin-Transitions | m.t.       |

|   | Ciclista          | Equipo           | Tiempo     |
| - | ----------------- | ---------------- | ---------- |
| 1 | Joaquim Rodríguez | Katusha          | 9h 04' 12" |
| 2 | Xavier Tondo      | Cervélo          | + 10"      |
| 3 | Luis León Sánchez | Caisse d'Epargne | + 48"      |
| 4 | Nicolas Roche     | Ag2r-La Mondiale | + 1' 20"   |
| 5 | Kristjan Koren    | Liquigas-Doimo   | m.t.       |

### Etapa 4.Oliana-Ascó. 25 de marzo de 2010. 209,7 km
|   | Ciclista      | Equipo                      | Tiempo     |
| - | ------------- | --------------------------- | ---------- |
| 1 | Jens Voigt    | Saxo Bank                   | 4h 43' 28" |
| 2 | Rein Taaramäe | Cofidis, le Crédit en Ligne | m.t.       |
| 3 | Paul Voss     | Milram                      | + 34"      |
| 4 | Michel Kreder | Garmin-Transitions          | m.t.       |
| 5 | David Loosli  | Lampre-Farnese Vini         | m.t.       |

|   | Ciclista          | Equipo                      | Tiempo      |
| - | ----------------- | --------------------------- | ----------- |
| 1 | Joaquim Rodríguez | Katusha                     | 13h 48' 14" |
| 2 | Xavier Tondo      | Cervélo                     | + 10"       |
| 3 | Rein Taaramäe     | Cofidis, le Crédit en Ligne | + 46"       |
| 4 | Luis León Sánchez | Caisse d'Epargne            | + 48"       |
| 5 | Nicolas Roche     | Ag2r-La Mondiale            | + 1' 20"    |

### Etapa 5.Ascó-Cabacés. 26 de marzo de 2010. 181,2 km
|   | Ciclista          | Equipo                      | Tiempo     |
| - | ----------------- | --------------------------- | ---------- |
| 1 | Davide Malacarne  | Quick Step                  | 4h 50' 03" |
| 2 | Andreas Klöden    | RadioShack                  | + 36"      |
| 3 | Luis León Sánchez | Caisse d'Epargne            | + 37"      |
| 4 | Michel Kreder     | Garmin-Transitions          | m.t.       |
| 5 | Rein Taaramäe     | Cofidis, le Crédit en Ligne | m.t.       |

|   | Ciclista          | Equipo                      | Tiempo      |
| - | ----------------- | --------------------------- | ----------- |
| 1 | Joaquim Rodríguez | Katusha                     | 18h 38' 57" |
| 2 | Xavier Tondo      | Cervélo                     | + 10"       |
| 3 | Rein Taaramäe     | Cofidis, le Crédit en Ligne | + 43"       |
| 4 | Luis León Sánchez | Caisse d'Epargne            | + 45"       |
| 5 | Nicolas Roche     | Ag2r-La Mondiale            | + 1' 20"    |

### Etapa 6.El Vendrell-Barcelona. 27 de marzo de 2010. 161,9 km
|   | Ciclista          | Equipo                      | Tiempo     |
| - | ----------------- | --------------------------- | ---------- |
| 1 | Samuel Dumoulin   | Cofidis, le Crédit en Ligne | 4h 04' 45" |
| 2 | Rein Taaramäe     | Cofidis, le Crédit en Ligne | m.t.       |
| 3 | Joaquim Rodríguez | Katusha                     | m.t.       |
| 4 | David Loosli      | Lampre-Farnese Vini         | m.t.       |
| 5 | Aitor Galdós      | Euskaltel-Euskadi           | m.t.       |

|   | Ciclista          | Equipo                      | Tiempo      |
| - | ----------------- | --------------------------- | ----------- |
| 1 | Joaquim Rodríguez | Katusha                     | 22h 43' 42" |
| 2 | Xavier Tondo      | Cervélo                     | + 10"       |
| 3 | Rein Taaramäe     | Cofidis, le Crédit en Ligne | + 43"       |
| 4 | Luis León Sánchez | Caisse d'Epargne            | + 45"       |
| 5 | Nicolas Roche     | Ag2r-La Mondiale            | + 1' 20"    |

### Etapa 7.Parque de los Deportes-Circuito de Cataluña. 28 de marzo de 2010. 117,8 km
|   | Ciclista              | Equipo           | Tiempo     |
| - | --------------------- | ---------------- | ---------- |
| 1 | Juan José Haedo       | Saxo Bank        | 2h 32' 21" |
| 2 | Robert Förster        | Team Milram      | m.t.       |
| 3 | Nicolas Roche         | Ag2r-La Mondiale | m.t.       |
| 4 | Davide Vigano         | Team Sky         | m.t.       |
| 5 | Lucas Sebastián Haedo | Saxo Bank        | m.t.       |

|   | Ciclista          | Equipo                      | Tiempo      |
| - | ----------------- | --------------------------- | ----------- |
| 1 | Joaquim Rodríguez | Katusha                     | 22h 43' 42" |
| 2 | Xavier Tondo      | Cervélo                     | + 10"       |
| 3 | Rein Taaramäe     | Cofidis, le Crédit en Ligne | + 43"       |
| 4 | Luis León Sánchez | Caisse d'Epargne            | + 45"       |
| 5 | Nicolas Roche     | Ag2r-La Mondiale            | + 1' 20"    |

## Clasificaciones finales

### Clasificación general
| Posición | Ciclista          | Equipo                      | Tiempo      |
| -------- | ----------------- | --------------------------- | ----------- |
|          | Joaquim Rodríguez | Katusha                     | 22h 43' 42" |
| 2        | Xavier Tondo      | Cervélo                     | + 10"       |
| 3        | Rein Taaramäe     | Cofidis, le Crédit en Ligne | + 43"       |
| 4        | Luis León Sánchez | Caisse d'Epargne            | + 45"       |
| 5        | Nicolas Roche     | Ag2r-La Mondiale            | + 1' 20"    |
| 6        | Ryder Hesjedal    | Garmin-Transitions          | m.t.        |
| 7        | Michel Kreder     | Garmin-Transitions          | + 1' 21"    |
| 8        | Roman Kreuziger   | Liquigas-Doimo              | + 1' 22"    |
| 9        | Janez Brajkovič   | RadioShack                  | + 1' 25"    |
| 10       | Rémy Di Gregorio  | Française des Jeux          | + 1' 26"    |

### Clasificación de la montaña
| Posición | Ciclista                  | Equipo             | Puntos |
| -------- | ------------------------- | ------------------ | ------ |
|          | David Gutiérrez Gutiérrez | Footon-Servetto    | 46     |
| 2        | Javier Ramírez Abeja      | Andalucía-CajaSur  | 38     |
| 3        | Jérémy Roy                | Française des Jeux | 27     |

### Clasificación de los sprints
| Posición | Ciclista             | Equipo             | Puntos |
| -------- | -------------------- | ------------------ | ------ |
|          | Jonathan Castroviejo | Euskaltel-Euskadi  | 15     |
| 2        | Javier Ramírez Abeja | Andalucía-CajaSur  | 7      |
| 3        | Jan Bakelants        | Omega Pharma-Lotto | 6      |

### Clasificación por equipos
| Posición | Equipo             | Tiempo      |
| -------- | ------------------ | ----------- |
|          | Katusha            | 75h 52' 55" |
| 2        | Française des Jeux | + 23"       |
| 3        | Garmin-Transitions | + 47"       |

## Evolución de las clasificaciones
| Etapa (Vencedor)             | Clasificación general | Clasificación de la montaña | Clasificación de los sprints | Clasificación por equipos |
| ---------------------------- | --------------------- | --------------------------- | ---------------------------- | ------------------------- |
| 1.ª etapa (CRI) (Paul Voss)  | Paul Voss             | no se entregó               | no se entregó                | RadioShack                |
| 2.ª etapa (Mark Cavendish)   | Peter Stetina         | Jonathan Castroviejo        |                              | RadioShack                |
| 3.ª etapa (Xavier Tondo)     | Joaquim Rodríguez     | Jonathan Castroviejo        | David Gutiérrez Gutiérrez    | Katusha                   |
| 4.ª etapa (Jens Voigt)       | Joaquim Rodríguez     | Jonathan Castroviejo        | David Gutiérrez Gutiérrez    | Katusha                   |
| 5.ª etapa (Davide Malacarne) | Joaquim Rodríguez     | Jonathan Castroviejo        | David Gutiérrez Gutiérrez    | Katusha                   |
| 6.ª etapa (Samuel Dumoulin)  | Joaquim Rodríguez     | Jonathan Castroviejo        | David Gutiérrez Gutiérrez    | Katusha                   |
| 7.ª etapa (Juan José Haedo)  | Joaquim Rodríguez     | Jonathan Castroviejo        | David Gutiérrez Gutiérrez    | Katusha                   |
| Final                        | Joaquim Rodríguez     | David Gutiérrez Gutiérrez   | Jonathan Castroviejo         | Katusha                   |